# Liste der Naturdenkmale in Schiltach
| Naturdenkmale | Anzahl |
| ------------- | ------ |
| FND           | 0      |
| END           | 1      |
| Gesamt        | 1      |

Die Liste der Naturdenkmale in Schiltach nennt die verordneten Naturdenkmale (ND) der im baden-württembergischen Landkreis Rottweil liegenden Stadt Schiltach. In Schiltach gibt es insgesamt ein als Naturdenkmal geschütztes Objekt, und zwar ein Einzelgebilde-Naturdenkmal (END).
Stand: 1. November 2016.

## Einzelgebilde (END)
| Name                     | Bild | Kennung     | Einzelheiten | Position | Fläche Hektar | Datum         |
| ------------------------ | ---- | ----------- | ------------ | -------- | ------------- | ------------- |
| Kugellinde               | BW   | 83250510145 | Schiltach    | ⊙        | 0,0           | 29. Aug. 1963 |
| Legende für Naturdenkmal |      |             |              |          |               |               |